# Kajárpéc
Kajárpéc is een plaats (község) en gemeente in het Hongaarse comitaat Győr-Moson-Sopron. Kajárpéc telt 1375 inwoners (2001).